# 李元慶
李 元慶（り げんけい、生年不詳 - 麟徳元年4月5日（664年5月5日））は、中国の唐の高祖李淵の十六男。道王に立てられた。

## 経歴
李淵と劉婕妤のあいだの子として生まれた。武徳6年（623年）、漢王に封じられた。武徳8年（625年）、陳王に改封された。貞観9年（635年）、趙州刺史として出向した。貞観10年（636年）、道王に改封され、豫州刺史に任じられた。貞観23年（649年）、実封千戸を受けた。永徽4年（653年）、滑州刺史となり、その治績が高宗に上聞されて、報償を賜った。のちに徐州・沁州・衛州の刺史を歴任した。母に孝事して、その喪にあたっては、母の墳墓に自分も入れるよう願い出たが、高宗は聞き入れなかった。
麟徳元年（664年）に世を去ると、司徒・益州都督の位を追贈され、献陵に陪葬された。
子が9人いたとされ、臨淮王李誘と李詢の名のみ伝わる。

## 伝記資料
- 『旧唐書』巻64 列伝第14「道王元慶伝」
- 『新唐書』巻79 列伝第4「道王元慶伝」